# Индийская аннексия Гоа (1961)
Индийская аннексия Гоа в 1961 году (англ. Indian annexation of Goa) (также называемая вторжением в Гоа, освобождением Гоа и падением португальской Индии) — акция вооружённых сил Индии, положившая конец португальскому правлению в эксклавах на территории индийского субконтинента в 1961 году. Вооружённая акция под кодовым названием «операция Виджай» (хинди विजय, букв. «победа») (название дано правительством Индии) продолжалась 36 часов, удары наносились с воздуха, моря и наземными силами и привела к решительной победе Индии, положившей конец 451-летнему португальскому колониальному управлению Гоа. В ходе боёв погибли 22 индийца и 30 португальцев. Краткий конфликт вызвал различную реакцию в мире: от похвалы до осуждения. В Индии акция рассматривалась как освобождение исторической индийской территории, в то время как португальцы смотрели на неё как агрессию против национальной территории.

## Предыстория
Васко да Гама был первым европейцем, ступившим на землю Гоа в 1498 году. С 1510 года Старый Гоа — столица Португальской Индии под владычеством Афонсу д’Албукерки. Управлявшиеся из Гоа земли простирались от африканской Момбасы до китайского Макао. С этого времени начинается золотой век Гоа. Хотя колонизаторы поощряли смешанные браки, католичество насаждалось весьма жёстко — не в последнюю очередь благодаря усилиям инквизиции. Отсюда вёл свою миссионерскую деятельность св. Франциск Ксаверий; здесь же он и похоронен.
В XVII веке иезуитскую миссию в Гоа возглавлял Антониу ди Андради, первый европеец, пересёкший Гималаи и попавший в Тибет. Гоа был прозван «городом церквей», архитектурной красотой превосходящих все христианские храмы Востока.
В течение XVI века португальские короли не оставляли планов использования Гоа в качестве плацдарма для покорения всей Индии либо её прибрежных районов. Первейшей целью их экспансии была гуджаратская крепость Диу, однако нападения 1509, 1521 и 1531 годов были отбиты местным раджой. В 1535 году он сам передал Диу в руки португальцев в обмен на помощь против наступления Великих Моголов. В 1558—1559 годах португальцы овладели Даманом на противоположном берегу залива, тем самым перекрыв вход в залив для судов прочих европейских держав.
Процветание Гоа закончилось в конце XVII века, когда португальская торговая монополия в Индийском океане была подорвана голландцами и англичанами. Со временем их владения со всех сторон окружили Гоа, значение которого продолжало падать. Большая часть прежде великолепных публичных зданий оказалась в развалинах, особенно после того, как губернатор переехал в новую столицу Панаджи. Несмотря на это, Старый Гоа оставался духовной метрополией всего римско-католического населения Индии. Его постройки колониального периода внесены в Список всемирного наследия ЮНЕСКО.
Во время Наполеоновских войн Гоа находился в руках англичан.
Ко времени получения Индийским союзом независимости от Британской империи в 1947 Португалия обладала цепочкой эксклавов на территории индийского субконтинента — районы Гоа, Дамана и Диу, Дадры и Нагар-Хавели, все вместе под названием Estado da Índia. Гоа, Даман и Диу занимали территорию в 4 тыс. км², на этой территории проживало население в 637 591. Диаспора гоанцев насчитывала 175 тыс. (около 100 тыс. в Индийском союзе, главным образом в Бомбее). Распределение по религии выглядело так: 61 % индуистов, 36,7 % христиан (в основном католиков), 2,2 % мусульман. Экономика основывалась главным образом на сельском хозяйстве, хотя в 1940-х — 1950-х годах произошёл бум в горной промышленности — преимущественно в добыче железной руды и марганца.

### Местное сопротивление португальскому правлению
Пионером сопротивления португальскому правлению в Гоа в XX столетии выступил Триштан ди Браганса Кунья (Tristão de Bragança Cunha), гоанский инженер, получивший образование во Франции. Он основал комитет конгресса Гоа в португальской Индии в 1928. Кунья выпустил буклет под названием «Четыреста лет иностранного правления» и памфлет «Денационализация Гоа» с целью привлечь внимание гоанцев к португальскому угнетению. Комитет конгресса Гоа получил послания с выражением солидарности от ведущих фигур движения за независимость Индии, таких как доктор Раджендра Прасад, Джавахарлал Неру, Субхас Чандра Бос и нескольких других. 12 октября 1938 Кунья вместе с другими членами комитета конгресса Гоа встретился с председателем Индийского национального конгресса Субхасом Чандрой Босом и по его совету открыл филиал своего комитета в Бомбее по адресу Далл-стрит, 21. Конгресс Гоа также создал отделение в Индийском национальном конгрессе, Кунья был избран первым его председателем.
В июне 1946 лидер индийских социалистов доктор Рам Манохар Лохия посетил Гоа с целью нанести визит своему другу доктору Жулиану Менезишу, лидеру националистов, основавшим в Бомбее Gomantak Praja Mandal, и бывшим редактором ежедневной газеты Gomantak. С ним были также Кунья и другие лидеры. Рам Манохар Лохия выступал за ненасильственные гандийские методы противостояния правительству. 18 июня 1946 португальское правительство подавило акцию протеста в Панаджи (тогда он назвался Панджим) против ущемления гражданских свобод, организованным Лохией, Куньей и несколькими другими деятелями, такими как Пурушхотам Какодкар и Лакшмикант Бхембре. Португальцы обвинили их в нарушении запрета на публичные собрания и арестовали их. С июня по ноябрь проходили периодические массовые демонстрации.
В дополнение к ненасильственным протестам вооружённые группы, такие как Азад Гомантак Дал (Партия освобождения Гоа) и Объединённый фронт гоанцев провели насильственные акции против слабеющего португальского правления в Гоа. Индийское правительство поддержало создание вооружённых групп, таких как Азад Гомантак Дал, давая им полную поддержку финансами, оружием и в снабжении. Вооружённые группы действовали с баз, расположенных на индийской территории, и под прикрытием индийских полицейских сил. Руками этих вооружённых групп индийское правительство пыталось разрушить экономические цели, телеграфные и телефонные линии, дороги, водный и железнодорожный транспорт с целью затруднить экономическую активность и создать предпосылки всеобщего восстания населения.
Офицер португальской армии капитан Карлуш Азареду (Carlos Azaredo) (впоследствии ушедший в отставку в звании генерала), находящийся вместе с армией в Гоа, выпустил заявление в португальской газете O Expresso, прокомментировав вооружённое сопротивление: «В противоположность тому, что говорится, самая развитая партизанская война, с которой столкнулись наши вооружённые силы, велась в Гоа. Я знаю, о чём говорю, поскольку также сражался в Анголе и в Гвинее. Только в 1961 году, исключая декабрь, погибло 80 полицейских. Основная часть террористов была родом из Азад Гомантак Дал, они не гоанцы. Многие сражались в британской армии под командованием генерала Монтгомери против немцев».

### Дипломатические попытки разрешения спора о Гоа
27 февраля 1950 года индийское правительство обратилось к португальскому правительству с просьбой начать переговоры о будущем португальских колоний в Индии. Португальцы доказывали, что их территории на индийском субконтиненте не являются колониями, а есть часть португальской метрополии и, следовательно, они не подлежат передаче. Индия не имеет прав на эти территории, поскольку республика Индия не существовала во времена, когда Гоа перешёл под португальское управление. Когда португальское правительство отказалось отвечать на последующие aide-mémoires (памятные записки) по этому вопросу, индийское правительство 11 июня 1953 года отозвало свою дипломатическую миссию из Лиссабона.
К 1954 году республика Индия ввела визовые ограничения по поездкам из Гоа в Индию, что парализовало перевозки между Гоа и другими эксклавами, такими как Даман, Диу, Дадра и Нагар Хавели. В это время индийский союз докеров в 1954 году организовал бойкот перевозок грузов в португальскую Индию. Между 22 июля и 2 августа 1954 года вооружённые активисты напали на португальские силы, размещённые в Дадре и Нагар Хавели, и принудили их к сдаче.
15 августа 1955 от 3 до 5 тысяч безоружных индийских активистов попытались проникнуть в Гоа в шести местах и были насильственно изгнаны португальскими полицейскими, что привело к гибели 21-30 активистов. Новости о бойне настроили общественное мнение в Индии против присутствия португальцев в Гоа. 1 сентября 1955 года Индия закрыла своё консульство в Гоа.
В 1956 году португальский посол во Франции Марселлу Матьяш вместе с португальским премьер-министром Анто́ниу ди Оливе́йра Салаза́ром выступил в поддержку проведения референдума в Гоа, чтобы определить его будущее. Однако это предложение было отвергнуто министрами обороны и иностранных дел. Запрос о референдуме был вновь сделан кандидатом в президенты генералом Умберто Делгаду в 1957 году.
Премьер-министр Салазар, встревоженный намёками Индии о вооружённой акции против португальского присутствия в Гоа, сначала обратился к Великобритании с просьбой о посредничестве, затем выразил протест через Бразилию и в итоге попросил Совет Безопасности ООН о вмешательстве. Мексика предложила индийскому правительству применить своё влияние в Латинской Америке, чтобы оказать давление на португальцев и смягчить напряжённость. Тем временем Кришна Менон, министр обороны Индии и глава индийской делегации в ООН, в недвусмысленных выражениях заявил, что Индия не „откажется от применения вооружённой силы в Гоа“. Посол США в Индии Джон Гэлбрейт несколько раз просил индийское правительство разрешить вопрос мирным путём через посредничество и установление соглашения, а не путём вооружённого конфликта.
В итоге 10 декабря, за десять дней до вторжения, Неру сделал заявление для прессы: „Дальнейшее существование Гоа под португальским управлением невозможно“. США ответили, предупредив Индию, что если и когда вопрос о вооружённой акции Индии в Гоа будет поднят на Совете Безопасности ООН, американская делегация не поддержит Индию.
24 ноября 1961 года пассажирское судно Sabarmati, проходящее между островом Анджадип (удерживаемым португальцами) и индийским портом Коччи, было обстреляно португальскими сухопутными войсками, что привело к ранению главного инженера судна и гибели пассажира. Португальцы обстреляли судно из опасения, что оно перевозит десантный отряд для штурма острова. Акция способствовала широкой общественной поддержке в Индии вооружённой акции в Гоа.

### Освобождение Дадры и Нагар-Хавели
Враждебность между Индией и Португалией началась за семь лет до вторжения в Гоа, когда Дадра и Нагар-Хавели были оккупированы проиндийскими силами при поддержке индийских властей.
Дадра и Нагар-Хавели были двумя португальскими эксклавами округа Даман, не имевшими выход к морю, они были полностью окружены территорией Индийского Союза. От берега Дамана их отделяли 20 км территории Индийского Союза, и сообщение с Даманом происходило по реке Сандалкало (Даман Ганга), которая протекала сквозь Нагар-Хавели и огибала с юга Дадру, а в Дамане впадала в Аравийское море. В Дадре и Нагар-Хавели не было никакого португальского гарнизона, а только полицейские силы.
Индийское правительство ещё в 1952 году начало проводить действия по изоляции Дадры и Нагар-Хавели, включая создание препятствий транзиту людей и товаров между двумя эксклавами и Даманом.
В июле 1954 года проиндийские силы, включая членов таких организаций, как Объединённый фронт гоанцев (United Front of Goans (UFG), Движение за национальное освобождение (National Movement Liberation Organisation (NMLO), Раштрия сваямсевак сангх и Партия освобождения Гоа (Azad Gomantak Dal), при поддержке индийских полицейских сил начали нападения на Дадру и Нагар-Хавели. В ночь на 22 июля силы UFG пошли на штурм небольшого полицейского участка в Дадре, убив при этом оказавших сопротивление сержанта полиции Анисету ду Розариу (Aniceto do Rosário) и констебля Антониу Фернандиша. Дадра была провозглашена свободной территорией. Для её управления был сформирован так называемый Грам Панчаят. Наутро был поднят индийский флаг и исполнен индийский гимн. 28 июля силы RSS захватили полицейский участок в Нароли.
Тем временем просьбы португальских властей о разрешении прохода через индийскую территорию сил подкрепления для Дадры и Нагар-Хавели были отклонены.
Португальский администратор Виржилиу Фидалгу (Virgílio Fidalgo) и полицейские силы в Нагар-Хавели оказались окружены, индийские власти воспрепятствовали приходу подкреплений, что в итоге вынудило их к сдаче индийским полицейским силам 11 августа 1954 года.
Португальцы обратились в международный суд ООН, который 12 апреля 1960 года вынес решение по „делу рассмотрения права прохода через индийскую территорию“ в пользу португальцев, подтвердив их суверенные права на территории Дадры и Нагар-Хавели. Однако португальские власти не предприняли военных действий для возвращения эксклавов.
Индийское правительство приступило к шагам по аннексии Дадры и Нагар-Хавели только после вторжения в Гоа в 1961 году, и их включение в состав Индии было закреплено Поправкой № 10 в Конституцию Индии. До этого эти территории формально были независимы, хотя это и не было признано другими странами.
И только 31 декабря 1974 года между правительствами Индии и Португалии был подписан договор, в котором Португалия признавала полный суверенитет Индии над Гоа, Даманом, Диу, Дадрой и Нагар-Хавели.

## События, предшествующие конфликту

### Военные приготовления Индии
Получив от индийского правительства добро на военные действия и мандат на захват всех оккупированных территорий, генерал-лейтенант Чодрахи из индийской южной армии выделил 17-ю пехотную дивизию и 50-ю парашютную бригаду под командой генерал-майора К. П. Кандетха. Штурм анклава в Дамане был возложен на 1-й батальон первого мератхского полка лёгкой пехоты, действия в Диу были возложены на 20-й батальон раджпутского полка и 4-й батальон 4-го мадрасского полка.
Командование всеми авиационными ресурсами в ходе действий в Гоа было возложено на командующего индийским западным воздушным командованием вице-маршала авиации Эрлика Пинто. Авиация, предназначенная для нападения на Гоа, начала сосредотачиваться на базах Пуна и Самбра. В мандате, который был ему вручён индийским воздушным командованием, перечислялись следующие задачи:
1. Разрушение единственного аэропорта в Гоа в Даболиме без причинения ущерба зданию терминала и другим строениям аэропорта.
2. Разрушение станции беспроводной связи в Бамболиме, Гоа.
3. Блокада аэродромов в Дамане и Диу, нападение на них без разрешения запрещалось.
4. Поддержка наступающих наземных сил.

Индийский флот выставил два корабля у побережья Гоа: INS Rajput, эсминец класса R и INS Kirpan, противолодочный фрегат класса Блэквуд. Собственно атака на Гоа была возложена на четыре боевых группы: надводную оперативную группу из пяти кораблей: Mysore, Trishul, Betwa, Beas и Cauvery, авианосную группу из пяти кораблей: Delhi, Kuthar, Kirpan, Khukri и Rajput вокруг лёгкого авианосца „Викрант“, группа минных тральщиков состоящая из минных тральщиков Karwar, Kakinada, Cannonore и Bimilipatan и группы поддержки из корабля Dharini.

### Приказ Салазара
В марте 1960 года португальский министр обороны генерал Ботельу Мониш объяснил премьер-министру Салазару, что кампания Португалии против деколонизации станет для армии „самоубийственной миссией, в которой мы не сможем добиться успеха“. Его мнение разделял министр армии полковник Алмейда Фернандес, министр иностранных дел Франсишку да Кошта Гомиш и другие высшие офицеры.
Проигнорировав этот совет, Салазар 14 декабря отправил генерал-губернатору Васалу и Силва в Гоа сообщение, в котором приказывал португальским силам в Гоа сражаться до последнего человека.

 Радио 816/ Лиссабон 14 декабря 1961: Вы понимаете горечь, с какой я шлю вам это послание. Ужасно думать, что оно может означать всеобщую жертву, но полагаю, что жертва — это единственный путь для нас соблюсти высочайшие традиции и выполнить службу для будущего нации. Не ожидайте возможности перемирия или португальских пленных, поскольку сдачи не будет, так как я чувствую, что наши солдаты и матросы могут только победить или погибнуть. Эти слова при всей их серьёзности могут быть направлены только солдату высокого долга, полностью готового его исполнить. Бог не позволит вам стать последним губернатором штата Индия.
Оригинальный текст (порт.)Rádio 816 / Lisboa 14 de Dezembro 1961: V. Ex.ª compreenderá a amargura com que redijo esta mensagem. É horrível pensar que isso pode significar o sacrifício total, mas recomendo e espero esse sacrifício como única forma de nos mantermos à altura das nossas tradições e prestarmos o maior serviço ao futuro da Nação. Não prevejo possibilidade de tréguas nem prisioneiros portugueses, como não haverá navios rendidos, pois sinto que apenas pode haver soldados e marinheiros vitoriosos ou mortos. Estas palavras não podiam, pela sua gravidade, ser dirigidas senão ao militar cônscio dos mais altos deveres e inteiramente disposto a cumpri-los. Deus não há-de permitir que este militar seja o último Governador do Estado da Índia
Затем Салазар потребовал от Васалу-и-Силва продержаться хотя бы восемь дней, в течение которых он надеялся заручиться международной поддержкой против индийского вторжения.

### Военные приготовления португальцев
После аннексии Дадры и Нагар Хавели португальские власти приступили к усилению гарнизона португальской Индии, посылая туда части из Анголы, Мозамбика и европейской Португалии.
Португальские военные приготовления начались в начале 1954 года в начале индийской экономической блокады, начала террористических нападений на Гоа и вторжения в Дадру и Нагар Хавели. Три армейских батальона лёгкой пехоты (по одному из европейской Португалии, португальской Анголы и португальского Мозамбика) были отправлены в Гоа для усиления местного батальона, благодаря чему численность португальских военных там была доведена до 12 тыс. чел. Согласно другим источникам, к концу 1955 года португальские силы в Индии насчитывали 8 тыс. чел. (европейцев, африканцев и индийцев): 7 тыс. наземных сил, 250 персонала военно-морских сил, 600 в полиции и 250 налоговой полиции, распределённые между районами Гоа, Даманом и Диу.
Португальские силы были организованы в вооружённые силы штата Индия India (FAEI, Forças Armadas do Estado da Índia) под объединённым командованием, возглавляемым генералом Паулу Бенардом Гедешом, который принял полномочия гражданского генерал-губернатора вместе с военным постом главнокомандующего. Генерал Бернард Гедеш оставил свой пост в 1958 году; на обоих постах — военном и гражданском — его сменил генерал Васалу-и-Силва.
Тем не менее, португальское правительство и военное командование осознавало, что даже после усиления гарнизона в Гоа португальских сил никогда не хватит, чтобы выстоять против нападения индийских вооружённых сил, которые могли сконцентрировать значительно превосходящие наземные, воздушные и морские силы. Португальское правительство надеялось политическими средствами удержать Индийский Союз от военной агрессии, продемонстрировав при этом волю португальцев сражаться и пожертвовать собой для защиты Гоа.
В конце 1960 года министр иностранных дел Франсишку да Кошта Гомеш совершил визит в Гоа и предложил сократить военную группировку до 3,5 тыс. чел. Ссылаясь на предсказуемое начало партизанской войны в Анголе, Кошта Гомеш заявил о необходимости усилить португальское военное присутствие в Анголе, частично за счёт военного присутствия в Гоа, где 7,5 тыс. военных было слишком много для противодействия террористам и слишком мало, чтобы встретить вторжение Индийского Союза, которое, если произойдёт, должно быть остановлено другими, невоенными средствами. В результате португальский контингент в Индии был сокращен до 3 300 чел.
В соответствии с инструкциями премьер-министра Салазара о сопротивлении индийскому вторжению португальская администрация в Гоа начала приготовления к войне.
Стратегия защиты Гоа против индийского вторжения основывалась на Плане часовых (Plano Sentinela). Согласно плану территория страны разделялась на четыре сектора обороны (Север, Центр, Юг и Мормуган). Силы португальской армии в Гоа состояли из четырёх моторизованных разведывательных эскадронов, восьми стрелковых рот (caçadores), двух батарей артиллерии и подразделения инженеров, разделённого по четырём боевым группам (agrupamentos), каждому сектору была придана боевая группа, задачей групп было замедление продвижения сил интервентов. Всё же эти планы были нежизнеспособны ввиду катастрофической нехватки мин, боеприпасов и средств мобильной связи.
Капитан Карлос Азаредо (Carlos Azaredo), находившийся в Гоа во время открытия военных действий, прокомментировал Plano Sentinela португальской газете Expresso 8 декабря 2001 года: „Это был абсолютно нереальный и недостижимый план, и довольно неполный. Он основывался на замене оснований со временем. Но для этой цели было необходимо портативное оборудование для связи“. Планы минирования дорог и пляжей были также невыполнимыми ввиду ощутимого недостатка мин.
Хотя оборона Дамана и Диу формально находилась под командованием главнокомандующего в Гоа, изоляция этих районов и большие расстояние от Гоа означали, что местным небольшим португальским гарнизонам придётся полагаться только на себя и встречать индийское вторжение в одиночку без какой бы то ни было возможности взаимодействия с остальными португальскими силами.
Тем временем, 14 декабря португальская администрация в Гоа получила приказы от министерства заморских территорий в Лиссабоне перевезти мощи св. Франциска Ксаверия — святого патрона Гоа — в Лиссабон. Португальские силы в Гоа также получили приказ разрушить все здания португальского наследия в Гоа невоенного назначения. Согласно приказу во дворец идальго в Панаджи (бывшего штаб-квартирой португальской администрации) были доставлены бочки с бензином, но их убрали по приказу губернатора Васалу-и-Силва, который заявил: „Я не могу уничтожить свидетельство нашего величия на Востоке“.

#### Флот
Военно-морским компонентом FAEI были военно-морские силы штата Индия (FNEI, Forças Navais do Estado da Índia), возглавляемые морским командиром Гоа, коммодором Раулем Вьегашем Вентурой. К моменту вторжения в Гоа присутствовал только один значимый корабль португальских ВМС — фрегат NRP Afonso de Albuquerque. Корабль был оснащён 120-мм орудиями со скорострельностью два выстрела в минуту и четырьмя автоматическими скорострельными орудиями. Кроме фрегата, португальские военно-морские силы располагали тремя лёгкими патрульными катерами (lanchas de fiscalização); каждый из них был вооружён 20-мм пушкой эрликон, по одному катеру базировалось в Гоа, Дамане, Диу. В Гоа находились также пять торговых судов, мобилизованных военными. Попытка Португалии направить корабли к побережью Гоа для усиления морской обороны была пресечена президентом Египта Насером, запретившим кораблям доступ в Суэцкий канал.

#### Сухопутная оборона
Португальская сухопутная оборона была организована в сухопутные силы штата Индия (FTEI, Forças Terrestres do Estado da Índia) под независимым командованием португальской армии в Индии, которое возглавил бригадный генерал Антонио Жозе Мартинс Лейтао (António José Martins Leitão). Ко времени вторжения FTEI состояли из 3 995 чел, включая 810 местных (индо-португальских солдат), у большей части которых была слабая военная подготовка. Они использовались, главным образом, в охране и в противоэкстремистских операциях. Эти силы были разделены между тремя эксклавами в Индии.
В дополнение к военным силам португальской обороне были приданы силы гражданской охраны португальской Индии. Они включали в себя полицию штата Индия (PEI, Polícia do Estado da Índia), представлявшую собой полицейский корпус, созданный по образцу португальской полиции общественной безопасности (Polícia de Segurança Pública), налоговую полицию (Guarda Fiscal) таможенного бюро и сельскую гвардию (Guarda Rural) сельскохозяйственных служб. В 1958 году в качестве чрезвычайной меры португальское правительство временно придало военный статус PEI и налоговой полиции, передав их под командование FAEI. Силы безопасности были также распределены по трём районам и в основном состояли из индо-португальских полицейских и охранников. Источники по-разному оценивают общую численность этих сил к моменту вторжения: от 900 до 1 400 чел.

#### ВВС
Португальские ВВС не присутствовали в португальской Индии за исключением единственного офицера, игравшего роль военного советника в управлении главнокомандующего.
16 декабря португальские ВВС были приведены в состояние готовности для переправки в Гоа десяти тонн противотанковых гранат на борту двух самолётов DC-6 с базы ВВС в Монтижу (Montijo). Однако самолётам отказали в промежуточной посадке на базе Уилус-Филд американских ВВС (Wheelus Air Base) в Ливии. Когда португальские ВВС не смогли добиться промежуточной посадки на какой-либо другой авиабазе вдоль пути (большинство стран, включая Пакистан, отказали в пролёте португальских военных самолётов через их территорию), миссия была возложена на гражданский самолёт. Для выполнения задачи авиакомпания TAP предложила самолёт Lockheed Constellation (позывной CS-TLA). Несмотря на то, что пакистанское правительство не разрешило провозить оружие через Карачи, самолёт приземлился в Гоа 17 декабря в 18.00, но его грузом вместо гранат были полдюжины мешков с колбасой. Тем не менее, самолёт привёз также отряд женщин — парашютисток-медсестёр для помощи в эвакуации португальских гражданских.
Португальское военное присутствие в Гоа ограничивалось двумя транспортными самолётами; один принадлежал международной португальской авиалинии TAP, а другой — гоанской авиалинии авиакомпании португальской Индии (Transportes Aéreos da Índia Portuguesa): Lockheed Constellation и Douglas DC-4. Индийцы заявляли, что португальцы располагали эскадрильей самолётов F-86 „Сейбр“, расположенной в аэропорту Даболим, что было потом опровергнуто как ложные разведданные. Противовоздушная оборона состояла из нескольких устаревших зенитных орудий, управляемых двумя отрядами артиллеристов, тайком проехавших в Гоа под видом футбольных команд.

### Эвакуация португальских гражданских лиц
Военные приготовления породили панику среди европейцев в Гоа, которые отчаянно пытались вывезти свои семьи до начала военных действий в Гоа. 9 декабря корабль India по дороге из Лиссабона на Тимор зашёл в гоанский порт Мормуган (Mormugão). Несмотря на приказ португальского правительства из Лиссабона не принимать никого на борт, генерал-губернатор Гоа Васалу-и-Силва позволил 700 гражданам Португалии европейского происхождения погрузиться на судно и отплыть из Гоа. Судно было предназначено для перевозки только 380 пассажиров и было заполнено до предела, эвакуируемые заняли даже судовые туалеты. Организовав эту эвакуацию женщин и детей, Васалу-и-Силва ответил прессе: „Если необходимо, мы погибнем здесь“. Эвакуация европейских граждан самолётами продолжалась даже после начала авиаударов индийских сил.

### Разведывательные операции Индии
Индийские разведывательные операции начались 1 декабря, когда два индийских фрегата класса «Леопард»: INS Betwa и INS Beas начали линейное патрулирование вдоль побережья Гоа на расстоянии в 13 км. 8 декабря ВВС Индии приступили к демонстрационным полётам, чтобы спровоцировать и выявить португальские ПВО и авиацию.
17 декабря самолёт Vampire NF.54 Night Fighter эскадрона Ldr I S Loughran, выполнявший разведывательную миссию, был встречен над аэродромом Даболим в Гоа пятью выстрелами из зенитного орудия. Экипаж самолёта предпринял противозенитный манёвр: резко снизился и полетел в сторону моря. Позднее это зенитное орудие было обнаружено близ здания ATC, в его казённике застрял снаряд.
Индийский лёгкий авианосец «Викрант» находился в 121 км у побережья Гоа, чтобы возглавить возможную высадку в Гоа с моря, а также пресечь любое военное вмешательство со стороны других держав.

## Начало военных действий

### Военные действия в Гоа

#### Наземная атака в Гоа: сектора Север и Северо-восток
11 декабря 1961 года 17-я пехотная дивизия и приданные ей силы индийской армии получили приказ наступать на Гоа с целью захватить Панаджи и Мормуган. Основной удар по Панаджи с севера должна была нанести 50-я парашютная бригада, одна из элитных воздушно-десантных частей индийской армии, её вёл бригадный генерал Сагат Сингх. Другой удар с востока наносила 63-я пехотная бригада Индии. С юга по оси Маджали-Канакона-Маргао рота наносила отвлекающий удар.
Хотя 50-я индийская парашютная бригада (бригада «Пегас») имела задачу помогать главному наступлению 17-й пехотной дивизии, парашютисты быстро двинулись вперёд, преодолевая минные поля, дорожные заграждения и четыре береговых заграждения, чтобы первыми достичь Панаджи.
Боестолкновения в Гоа начались в 9.45 17 декабря 1961 года, когда индийский отряд атаковал и захватил город Маулингем (Maulinguém) на северо-востоке Гоа, убив при этом двоих португальских солдат. 2-й португальский разведывательный эскадрон EREC (esquadrão de reconhecimento), расположенный близ Маулингема, запросил разрешения вступить в бой с индийцами, но в 13.45 был получен отрицательный ответ. В полдень 17-го португальское командование выпустило инструкции, что все приказы к обороняющимся войскам должны исходить непосредственно из штабов, через голову местных командных постов. Это привело к замешательству в цепи командования. В 02.00 18 декабря 2-й эскадрон был отправлен в город Доромагого, чтобы поддержать отступление полицейских сил, находящихся в области; на обратном пути эскадрон был атакован индийцами.
В 04.00 индийцы начали артобстрел португальских позиций к югу от Маулингема, основываясь на ложных разведданных, что в области находятся португальские тяжёлые танки. В 04.30 начался обстрел Бичолима (Bicholim). В 04.40 португальские силы разрушили мост в Бичолиме, затем мосты в Чапоре (в городе Колвейл) и в Асоноре в 05.00.
Наутро 18 декабря 50-я парашютная бригада индийской армии тремя колоннами направилась в Гоа. Восточная колонна, состоявшая из 2-го мератхского парашютного полка, наступала через город Ужган (Usgão) на г. Понда в центральной части Гоа. Центральная колонна, состоявшая из 1-го пенджабского парашютного полка, наступала на Панаджи через деревню Банастари. Западная колонна, находившаяся на главном направлении атаки и состоявшая из 2-го сикхского полка лёгкой пехоты и бронедивизии, пересекла границу в 6.30 и наступала вдоль деревни Тивим.
В 05.30 португальские войска вышли из своих казарм в городе Понда (центральный Гоа) и направились к Ужгану навстречу наступающей восточной колонне индийцев (2-й мератхский парашютный полк). В 09.00 португальцы, маршировавшие к Ужгану, сообщили, что индийские войска уже прошли полпути к Понде.
К 10.00 португальские войска из 1-го эскадрона натолкнулись на наступающий 2-й полк сикхской лёгкой пехоты и начали отступать к г. Мапука на юге, где в 12.00 попали под риск окружения индийскими силами. В 12.30 1-й эскадрон начал отступление из Мапуки, прокладывая дорогу через индийские войска; бронемашины вели огонь вперёд, чтобы прикрыть отступление БТРов. Затем часть 1-го эскадрона переправилась паромом южнее к Панаджи.
В 13.30 после отступления 2-го разведывательного эскадрона португальцы разрушили мост у Банастарима, после чего все дороги к столичному городу Панаджи оказались перерезанными.
К 17.45 силы 1-го эскадрона и 9-й роты касадоров португальской боевой группы «Север» закончили переправляться на паромах через реку Мандови в Панаджи буквально за минуты до прибытия бронированных сил индийцев. Индийские танки дошли до Бетима, который находился через реку от Панаджи, не встретив никакого сопротивления. В 21.00 к танкистам присоединился 2-й сикхский полк лёгкой пехоты, преодолевший по пути минные поля и разрушенные мосты. Не получив дальнейших приказов, полк остался в Бетиме на ночь.
В 20.00 гоанец по имени Грегорио Магно Антан переправился через реку у Панаджи и доставил предложение о прекращении огня от майора португальской армии Акасио Тенрейро командиру расположившегося в том месте 7-го индийского кавалерийского полка майору Шивдеву Сингху Сидху. В письме было написано: «Военный командир города Гоа заявляет о своём желании переговоров о сдаче с командиром армии Индийского союза. Согласно этим условиям португальцы немедленно прекратят огонь, то же сделают и индийские войска, чтобы предотвратить резню населения и разрушение города».
Той же ночью майор Шивдев Сингх Сидху решил захватить форт Агуада; он получил сведения, что там находятся заключенные-сторонники Индийского Союза. Так как португальские защитники форта всё ещё не получили приказа о сдаче, они открыли огонь по индийцам и майор Шивдев погиб в перестрелке.
Утром 19 декабря пришёл приказ переправиться через реку Мандови. Согласно приказу в 07.30 две стрелковые роты 2-го сикхского полка лёгкой пехоты пошли в наступление на Панаджи и захватили город без боя. По приказу бригадного генерала Сагата Сингха войска, входящие в Панаджи, сняли стальные каски и надели краповые береты парашютистов. В этот день был также захвачен форт Агуада; 7-й индийский кавалерийский полк при поддержке бронированной дивизии, размещённой в Бетиме, пошёл на штурм форта и освободил политических заключённых.

#### Наступление с востока
В это время на востоке 63-я индийская пехотная бригада наступала двумя колоннами; правая колонна состояла из 2-го бихарского батальона, левая — из 3-го сикхского батальона. Колонны установили связь в приграничном городе Молем и начали движение к г. Понда по разным маршрутам. К ночи 2-й бихарский батальон достиг города Кандепур (Candeapur), 3-й сикхский батальон дошёл до Дарбонадры (Darbondara). Хотя колонны не встречали сопротивления, дальнейшее их продвижение затруднилось, поскольку все мосты через реку были разрушены.
Арьергардный батальон 4-го сикхского пехотного полка вошёл в Кандепур утром 19 декабря. Поскольку мост у Борима был взорван, батальон переправился через реку Заури на цистернах. Затем батальон перешёл вброд через небольшой ручей (воды было по грудь) и добрался до маленького причала, известного как Embarcadouro de Tembim в Райе (сейчас обозначен под номером 44/5, деревня Райа); от причала идёт дорога к Маргао (к старому португальскому заводу). В Тембиме 4-й сикхский пехотный арьергардный батальон сделал небольшой привал в хлеву, на земле и на балконе дома рядом с доком. Солдаты выпили немного воды, получили свои фляги и к 12.00 прибыли в Маргао (административный центр южного Гоа). Оттуда колонна выступила к заливу Мормуган. На пути к цели колонна столкнулась с ожесточённым сопротивлением португальского отряда в 500 человек в деревне Верна, где к индийской колонне присоединился 2-й бихарский батальон. Португальский отряд капитулировал в 15.30 после жестокой битвы. После этого 4-й сикхский полк продвинулся в Мормуган и аэропорт Даболим, где индийцев ожидали основные португальские силы.
В Маргане 4-я раджпутская рота предприняла отвлекающую атаку. Эта колонна прошла через минные поля, дорожные заграждения и разрушенные мосты и в итоге пришла на помощь войскам, зачищающим город Марган.
К вечеру 19 декабря большая часть Гоа была захвачена наступающими индийскими силами. Большая часть из двух тысяч португальских солдат заняла позиции на военной базе в Алпаркейрос у входа в портовый город Васко да Гама. Согласно португальскому стратегическому плану под кодовым названием Plano Sentinela, силы обороны должны были стоять насмерть у залива против индийцев, пока морем не прибудут португальские подкрепления. Президент Португалии приказал проводить политику выжженной земли — Гоа должен быть разрушен, перед тем как попасть в руки индийцев.

#### Воздушные налёты на Гоа
Первый авианалёт индийцы совершили 18 декабря на аэропорт Даболим эскадрильей из 12 бомбардировщиков Инглиш Электрик «Канберра» под командой командира крыла Н. Б. Менона. За считанные минуты самолёты сбросили 63 тыс. фунтов взрывчатки, полностью уничтожив взлётно-посадочную полосу. Согласно приказу воздушного командования пилоты не причинили ущерба зданию терминала и другим строениям аэропорта.
Второй авианалёт индийцы совершили на ту же цель восемью самолётами «Канберра» под командой командира крыла Суриндера Сингха, терминал аэропорта и другие строения опять остались невредимыми. Два транспортных самолёта: Lockheed Constellation, принадлежавший португальской авиалинии ТАР, и Douglas DC-4, принадлежавший гоанской авиалинии TAIP, были припаркованы на перроне. Ночью 18 декабря португальцы воспользовались обоими самолётами для эвакуации семей нескольких правительственных чиновников и военных офицеров, несмотря на сильно повреждённую взлётно-посадочную полосу. За первые часы вечера аэродромные рабочие наскоро восстановили часть полосы. Первым попытался взлететь самолёт «Локхид» авиалинии ТАР под командой Мануэля Коррео Рейса, самолёт пробежал всего лишь 700 м, обломки полосы пробили корпус в 25 местах, шины самолёта спустили. Получив приказ взлететь с короткой дистанции, пилоты ТАР выбросили за борт все лишние сиденья и другое ненужное оборудование, чтобы взять короткий разбег. Вторым взлетал самолёт DC-4 авиалинии TAIP, его пилотировал сам директор авиалинии Майор Солано де Алмейда. Оба самолёта под покровом ночи на сверхмалой высоте (чтобы избежать индийских воздушных патрулей) улетели в г.Карачи (Пакистан).
Целью третьего авианалёта индийцев стала станция беспроводной связи в Бамболиме, шесть самолётов Хокер «Хантер» обстреляли станцию ракетами и пушечными снарядами.
Поддержку наземных сил должна была осуществлять 45-я эскадрилья из истребителей Де Хэвиленд DH.100 «Вампир», они патрулировали сектор, но не получали запросов о поддержке с воздуха. Два «Вампира» по ошибке обстреляли ракетами позиции 2-го сикхского полка лёгкой пехоты, ранив двух солдат. В то же время индийские войска по ошибке открыли огонь по самолёту T-6 Тексан ВВС Индии, нанеся ему минимальный ущерб.
В последующие годы комментаторы утверждали, что интенсивные авиаудары индийцев по аэродромам были не нужны, поскольку ни один не имел военного значения, там не было военных самолётов, поэтому аэродромы представляли беззащитные гражданские цели. В этот же день индийские моряки установили контроль над аэропортом Даболим, хотя он также использовался как гражданский аэропорт.

#### Захват острова Анджидив
Анджидив — небольшой остров площадью в 1,5 км², принадлежавший округу Гоа португальской Индии, хотя он лежит у побережья индийского штата Карнатака. На острове находится древняя крепость Анджидив, её защищал взвод гоанских солдат португальской армии.
Индийские военно-морское командование возложило задачу по захвату острова на крейсер INS Mysore и фрегат INS Trishul.
Под прикрытием артиллерии кораблей индийские морские пехотинцы под командованием лейтенанта Аруна Аудитто 18 декабря в 14.25 приступили к штурму острова, атаковав португальский гарнизон. Португальцы отбили атаку, 7 индийских морпехов было убито, 19 получили ранения, в числе потерь были два индийских офицера.
Португальские защитники в конечном итоге были побеждены после интенсивного обстрела индийской корабельной артиллерии. На следующий день в 14.00 индийцы захватили остров, все португальцы были взяты в плен, кроме двух капралов и рядового. Один капрал прятался в скалах и сдался 19 декабря. Другой был захвачен в полдень 20 декабря, он отбивался, бросал гранаты, ранив семерых индийских морских пехотинцев. Последний из троих — гоанский рядовой Мануэль Каэтано — стал последним португальским солдатом в Индии захваченным в плен, он был пленён только 22 декабря, после того как достиг вплавь индийского побережья.

#### Морское сражение в заливе Мормуган
Утром 18 декабря португальский шлюп NRP Afonso de Albuquerque стоял на якоре в заливе Мормуган. Экипаж корабля имел задачу сражаться с индийскими кораблями и стоять в качестве береговой батареи для защиты залива и прилегающего берега, а также обеспечивать радиосвязь через Лиссабон, поскольку береговые радиостанции были разрушены авиаударами индийцев.
В 09.00 три индийских фрегата во главе с кораблём INS Betwa заняли позицию у залива, ожидая приказов атаковать «Афонсу ди Альбукерке» и захватить вход в порт. В 11.00 индийские самолёты начали бомбардировку залива Мормуган. В 12.00, получив разрешение от штаба, INS Betwa и INS Beas вошли в залив и открыли огонь по португальскому шлюпу из 4,5 дюймовых орудий, передавая азбукой Морзе между выстрелами требования о сдаче. В ответ «Афонсу ди Альбукерке» выбрал якорь, двинулся на противника и открыл ответный огонь из 120-мм орудий.
Численное преимущество было на стороне индийцев. «Афонсу ди Альбукерке» находился в невыгодной позиции, которая ограничивала его манёвренность. Четыре его 120-мм орудия могли выпускать только два снаряда в минуту, орудия индийских фрегатов обладали скорострельностью в 60 выстрелов в минуту. После нескольких минут обмена снарядами португальский шлюп в 12.15 получил попадание прямо в командный мостик, был ранен офицер по вооружениям. В 12.25 в «Афонсу ди Альбукерке» угодил противопехотный шрапнельный снаряд, выпущенный индийцами, погиб офицер связи, был тяжело ранен капитан Антониу да Кунья Араган (António da Cunha Aragão). Командование кораблём принял старший офицер Пинту да Круш (Pinto da Cruz). Двигательная установка корабля была также сильно повреждена.
В 12.35 «Афонсу ди Альбукерке» развернулся на 180 градусов и сел на мель у пляжа Бамболим. Вопреки приказу командира был поднят белый флаг по распоряжению сержанта-сигнальщика. Однако флаг обернулся вокруг мачты и в результате индийцы его не заметили и продолжили обстрел. Португальцы тотчас его спустили.
В 12.50 после того как команда выпустила 400 снарядов по индийским кораблям, накрыв оба и после того как шлюп получил серьёзные повреждения, был отдан приказ покинуть корабль. Под сильным огнём, как с кораблей, так и с берега, часть экипажа, не занятая в стрельбе из орудий, в том числе орудийная прислуга, покинула корабль и направилась к берегу. В 13.10 остатки экипажа вместе с раненым командиром высадились прямо на пляж, перед этим они подожгли корабль. Командира отвезли на машине в госпиталь в Панаджи.
В бою экипаж NRP Afonso de Albuquerque потерял 5 убитыми и 13 ранеными.
19 декабря в 20.30 команда шлюпа формально капитулировала вместе с оставшимися португальскими силами.
В качестве жеста доброй воли командиры кораблей INS Betwa и INS Beas посетили капитана Арагана, лежавшего в госпитале Панаджи.
Корабль Afonso de Albuquerque вошёл в состав индийского флота и был переименован в Saravastri. Корпус корабля лежал на берегу близ Дона Паула, в 1962 году он был отбуксирован в Бомбей и продан на металл. Части корабля были сняты и находятся на выставке Морского музея в Бомбее.
В Гоа также находился португальский патрульный катер NRP Sirius под командой лейтенанта Маркеша Силвы. Видя как шлюп «Афонсу» сел на мель и не располагая связью с военно-морским командованием Гоа, лейтенант Силва решил затопить «Сириус». Португальцы повредили гребные винты и выбросили катер на скалы. Восемь человек экипажа «Сириуса» смогли избежать индийского плена, поднявшись на борт греческого торгового судна, на котором они достигли Пакистана.

## Военные действия в Дамане

### Наземная атака в Дамане
Даман площадью приблизительно в 72 км² находился у южной границы штата Гуджарат и граничил со штатом Махараштра и находился всего в 193 км к северу от Бомбея. Эта полоса побережья, от 7 до 30 км в ширину и соразмерная Гоа, с XVI по середину XVIII веков также принадлежала Португалии, называясь «Província do Norte do Estado da Índia» (Северной Провинцией), с центром в городе Бассаим, однако была потеряна Португалией в 1737—1740 годах вследствие войны с маратхскими князьями. В XVIII в. португальцы неоднократно пытались вернуть контроль над этой территорией, пока она не перешла под контроль англичан, а затем не вошла в состав Индии.
Местность в Дамане пересечена болотами, солончаками, ручьями, рисовыми полями, кокосовыми и пальмовыми рощами. Река Даман Ганга, известная также как Сандалкало, разделяет столицу Дамана на две части: Нани Даман (Damão Pequeno — Малый Даман) и Моти Даман (Damão Grande — Большой Даман). Португальский гарнизон в Дамане возглавлял майор Антонио Жозе да Коста Пинто (объединив роли губернатора округа и военного командующего). Под его командой находились 360 солдат португальской армии, 200 полицейских и около 30 офицеров таможни. Стратегически важными целями была крепость в Дамане и башня контроля полётов аэропорта в Дамане.
Гарнизон португальской армии состоял из двух рот касадоров и артиллерийской батареи, силы были сведены в общую боевую группу. Артиллерийская батарея была оснащена орудиями кал. 87,6 мм, но её боезапас был устаревшим и недостаточным. За десять дней до вторжения португальцы разместили 20 мм зенитные орудия для защиты артиллерии. Даман был защищён небольшими минными полями, были построены убежища.
В предрассветные часы 18 декабря 1-й мератхский полк лёгкой пехоты под командой подполковника Бхонсла (Bhonsle) начал наступление на Даман. План индийцев состоял в захвате Дамана по частям: сначала аэродром, затем область сада, Нани Даман и, наконец, Моти Даман, включая крепость.
Наступление началось в 04.00. Батальон и три роты индийских солдат выдвинулись в центральную часть северной территории, чтобы помочь захватить аэродром. Однако преимущество внезапности было утрачено, когда рота А попыталась взять башню контроля полётов, и индийский батальон потерял троих. Один португальский солдат был убит, шестеро были взяты в плен. Перед наступлением утра следующего дня рота D захватила позицию «пункт 365». На заре два индийских истребителя Mystere нанесли авиаудар по позициям португальских миномётов и орудий в крепости Моти Даман.
В 04.30 индийская артиллерия начала обстрел Большого Дамана. Артобстрел и трудности транспортировки привели к изоляции португальского командного пункта в Большом Дамане от сил в Малом Дамане. В 07.30 португальский отряд, размещённый в крепости Сан-Жерониму, начал обстреливать из миномётов индийские силы, пытавшиеся захватить взлётную полосу.
К 11.30 португальские силы, оказывавшие сопротивление индийскому наступлению на восточной границе у Варакунды, исчерпали свой боезапас и отступили на запад к Катре. Чтобы задержать индийское наступление и прикрыть отступление своих частей из Вааракунды, португальская артиллерия, расположенная на берегах Риу Сандалкалу, получила приказ открыть огонь в 12.00. Вместо этого командир батареи капитан Фелгейраш приказал разобрать орудия и сдался индийцам. В 12.00 индийские роты А и С одновременно пошли на штурм аэродрома. В последующей перестрелке в роте А был убит один солдат, семеро ранены.
В 13.00 оставшиеся португальские силы на восточной границе Каликашиган исчерпали свой боезапас и отошли к побережью. В 17.00 индийцы, не встретив никакого сопротивления, оккупировали большую часть территории, за исключением аэродрома и Малого Дамана, где португальцы стояли до последнего. К тому времени авиация индийских ВВС провела шесть авианалётов, сильно деморализовав португальских военных. В 20.00 после собрания португальских командиров к индийским линиям была направлена делегация для проведения переговоров, но по ней был открыт огонь, и парламентёрам пришлось отступить. В 08.00 артиллеристы также предприняли попытку сдаться, но их встретили огнём.
На следующее утро индийцы штурмовали аэродром, португальцы сдались без боя в 11.00. Командующий португальским гарнизоном майор Антонио Жозе да Кошта, несмотря на полученное ранение, был доставлен на носилках на аэродром, поскольку индийцы желали принять капитуляцию только от него. Около 600 португальских солдат и полицейских (включая 24 офицеров) были взяты в плен. Индийцы потеряли 4 убитыми и 14 ранеными, португальцы 10 убитыми и 2 ранеными. 1-й мератхский полк лёгкой пехоты был удостоен за битву одним VSM, двумя медалями Сена и пятью упоминаниями в депешах.

### Воздушные налёты на Даман
В секторе Даман индийские самолёты «Мистэр» нанесли 14 авиаударов, постоянно беспокоя португальские артиллерийские позиции.

### Действия на море у Дамана
Подобно «Веге» в Диу, патрульный катер NRP Antares, размещавшийся в Дамане, под командой 2-го лейтенанта Абреу Бриту получил приказ выйти в море и противодействовать любому возможному акту агрессии со стороны индийцев. В 07.00 18 декабря катер вышел на позиции. Он играл роль молчаливого свидетеля повторяющихся авиаударов, сопутствующих наземному вторжению до 19.20, пока все способы связи с землёй не были потеряны.
Получив информацию о полной оккупации всех португальских эксклавов в Индии, лейтенант Бриту решил увести катер в Карачи (Пакистан). Катер прошел 850 км, избежав обнаружения индийскими силами, и прибыл в Карачи 20 декабря в 20.00.

## Военные действия в Диу

### Наземная атака в Диу
Диу — остров размерами 13,8 на 4,6 км, площадью около 40 км² расположен у южного выступа полуострова Катхиявар в штате Гуджарат. Остров отделён от материка узким каналом, проходящим через болото. По каналу могут пройти только рыбачьи лодки и небольшие плоты. Ко времени военных действий через канал не было мостов. Португальским гарнизоном в Диу командовал майор Фернандо де Алмейда и Вашкунселуш (губернатор округа и военный командир). Гарнизон состоял из 400 солдат и полицейских, организованных в боевую группу «Антониу да Силвейра».
18 декабря две роты 20-го батальона раджпутов атаковали Диу с северо-запада вдоль форта Коб (основной целью был аэродром Диу). Рота В раджпутов и 4-й мадрасский батальон атаковали с северо-востока вдоль Гогала и Амдерпура.
Вышеупомянутые части индийской армии проигнорировали требования командира крыла MPO (Micky) Blake, разработавшего план операций ВВС Индии в Диу, атаковать только на рассвете, когда будет осуществима поддержка с воздуха. Оборонявшиеся португальцы отразили атаку при поддержке огня 87,6-мм артиллерии и миномётов, нанеся индийцам тяжёлые потери. Первым в наступление пошёл 4-й мадрасский батальон в 01.30 18 декабря на полицейский пункт контроля границы близ Гогола, эта атака была отбита 13 португальскими полицейскими. Новая атака 4-го мадрасского батальона в 02:00 была снова отбита при поддержке португальской 88-мм артиллерии и миномётов, которые пострадали из-за плохого качества боеприпасов. К 04:00 десять из тринадцати португальских защитников поста у Гогола получили ранения и были эвакуированы в госпиталь. В 05:30 португальская артиллерия вновь обстреляла мадрассцев, поднявшихся в атаку, и вынудила их отступить.
В 03.00 две роты 20-го батальона раджпутов под прикрытием темноты попытались переплыть на плотах (сделанных из бамбуковых кроватей, привязанных к бочкам из под нефти) болото, отделявшее их от португальских сил в Пасо Ково. Цель раджпутов состояла в установлении плацдарма и захвате аэродрома.
Отряд из хорошо окопавшихся 125—130 португальцев отразил индийцев огнём из пистолетов-пулемётов и стенов, лёгких и средних пулемётов, нанеся им тяжёлые потери. Согласно португальским источникам, пост защищали всего восемь солдат.
Когда раджпуты достигли середины ручья, португальцы, оборонявшие Диу, открыли огонь из двух средних и двух лёгких пулемётов, опрокинув несколько плотов. Майор индийской армии Мал Сингх вместе с пятью бойцами настоял на наступлении и пересёк ручей. Достигнув берега, он и его люди атаковали пулемётный окоп у Форт-де Кова и подавили противника. Португальцы в соседнем окопе открыли огонь из среднего пулемёта, ранив офицера и двух его людей. Однако с помощью роты хавильдаров майор и два его бойца переправились обратно через ручей. На рассвете португальцы усилили огонь и повредили средства переправы батальона. В результате индийский батальон получил приказ с первыми лучами солнца отойти к деревне Коб.
В 05:00 индийцы предприняли новый штурм, который таким же образом был отбит португальцами. В 06.30 португальцы подобрали плоты, брошенные раджпутами, собрали найденный на них боезапас и подобрали раненого индийского солдата, которому была оказана медицинская помощь.
В 07:00 с подъёмом солнца начались авиаудары индийцев, которые вынудили португальцев отступить от Пасо-Ково к городу Малала. В 09:00 португальцы также отступили и из Гогола, что позволило роте В раджпутов (заменившей 4-й мадрасский батальон) наступать под мощным артиллерийским огнём и занять город. В 10.15 индийский крейсер «Дели», вставший на якорь у Диу, начал обстреливать цели на берегу. В 12.45 индийские самолёты нанесли удар ракетой по миномёту в крепости Диу, что вызвало пожар в непосредственной близости от склада боеприпасов. Это вынудило португальцев покинуть крепость, эвакуация была завершена в 14.15 под сильным индийским обстрелом.
В 18:00 португальские командиры на совещании пришли к соглашению, что ввиду повторяющихся авиаударов и невозможности установить связь со штабами в Гоа и Лиссабоне эффективная оборона нереальна и решили сдаться индийцам. 19 декабря в 12:00 португальцы официально капитулировали. 403 человека, включая губернатора острова, 18 офицеров и 43 сержанта, стали индийскими военнопленными.
Во время сдачи губернатор Диу сказал, что мог бы держаться против армии несколько недель, но ничего не мог противопоставить воздушным силам. Представители ВВС, в лице капитана группы Гудхинди, командира крыла Микки Блейка и командира эскадрильи Нобби Кларка, также присутствовали на церемонии.
В ходе боёв погибли 7 португальских солдат.
Майор Мал Сингх и рядовой индийской армии Хакам Сингх удостоились орденов Ашока Чакра (3-й класс).
19 декабря рота С 4-го мадрасского батальона высадилась на острове Паникот, где им сдалась группа из 13 португальских солдат.

### Авиаудары по Диу
Действия индийских ВВС в небе над Диу были доверены крылу подготовки вооружений под командой командира крыла Микки Блейка. Первые авиаудары были нанесены на рассвете 18 декабря и были нацелены на укрепления Диу напротив материка. В течение дня в воздухе постоянно находились по меньшей мере два самолёта, обеспечивая поддержку наступающим индийским силам. Утром ВВС атаковали и уничтожили службу контроля полётов аэродрома Диу и части крепости Диу. По приказу боевого авиационного командования, расположенного в Пуне, два самолёта MD-450 «Ураган», сбросив 4 бомбы, уничтожив 1000-фунтовыми бомбами Mk 9 взлётно-посадочную полосу аэродрома. Второй боевой вылет на полосу был отменён после того как командир Блейк, лично управлявший самолётом, заметил (по его сообщению) людей, размахивающих белыми флагами. В последующих вылетах индийские ВВС атаковали и уничтожили португальский склад боеприпасов и патрульный катер, пытавшийся уйти из Диу.
В отсутствие какого бы то ни было воздушного присутствия португальцев их наземные зенитные части пытались противостоять индийским налётам, но были быстро подавлены и разгромлены, превосходство в воздухе полностью перешло к индийцам. Продолжающиеся налёты с воздуха вынудили португальского губернатора Диу капитулировать.

### Действия на море у Диу
Индийский крейсер INS Delhi встал на якорь у побережья Диу и открыл заградительный огонь из 6-дюймовых орудий по крепости Диу, где укрывались португальцы. Командующий индийскими воздушными силами, действующими в области, доложил, что некоторые из снарядов с INS Delhi перелетели через побережье и взорвались на материковой территории Индии. Тем не менее, никаких сообщений о потерях оттуда не приходило.
18 декабря в 04:00 португальский патрульный катер NRP Vega встретил крейсер в 19 км от побережья Диу и попал под интенсивный пулемётный обстрел. Выйдя за пределы дальности вражеского оружия, катер, не понеся потерь и получив минимальные повреждения, отошёл в порт Диу.
К 07:00 начали поступать новости об индийском вторжении, и капитан «Веги», 2-й лейтенант Оливейра и Кармо получил приказ выйти из порта и сражаться до последнего заряда. В 07:30 экипаж «Веги» заметил два индийских самолёта, выполняющих патрульный полёт, и открыл по ним огонь из 20-мм корабельных орудий «Эрликон». В отместку индийский самолёт дважды атаковал катер, убив капитана и стрелка и вынудив остаток экипажа покинуть катер и высадиться на берегу, где португальцы попали в плен.

## Попытки ООН добиться прекращения огня
18 декабря Португалия сделала запрос в Совет безопасности ООН об обсуждении конфликта в Гоа. Семь стран одобрили просьбу (США, Великобритания, Франция, Турция, Чили, Эквадор и Тайвань), две выступили против (СССР и Шри-Ланка), две воздержались (Объединённая Арабская Республика и Либерия). Таким образом, едва был достигнут необходимый минимум.
Делегат от Португалии доктор Васко Виейра Гарин открыл обсуждение. В своей речи он заявил, что Португалия постоянно показывала свои мирные намерения, воздерживаясь от противодействия многочисленным индийским провокациям на границе с Гоа. Он сообщил, что португальские силы несмотря на «значительный перевес со стороны сил захватчика оказывают стойкое сопротивление» и «сражаются, пытаясь выиграть время и уничтожить коммуникации с целью задержить продвижение неприятеля». Делегат от Индии господин Джха заявил в ответ, что «уничтожение последних осколков колониализма в Индии» было «столпом веры» для индийского народа, «Совета безопасности или нет». Он упомянул о Гоа, Дамане и Диу как о «неотъемлемой части Индии, незаконно оккупированной Португалией»".
В последовавших дебатах делегат от США Эдлай Стивенсон подверг резкой критике использование силы Индией в её споре с Португалией, подчеркнув, что такое применение насильственных мер противоречит Уставу ООН. Он заявил, что потворство таким актам применения вооруженных сил побудит другие страны прибегать к аналогичным решениям своих споров и приведёт к гибели Организации Объединённых Наций. В ответ советский делегат В. Зорин заявил, что вопрос о Гоа целиком находится в пределах внутренней юрисдикции Индии и не может рассматриваться Советом безопасности. Он также обратил внимание на неуважение со стороны Португалии к резолюциям ООН, призывающим к предоставлению независимости колониальным странам и народам.
В ходе дебатов делегаты от Либерии, Шри-Ланки и ОАР предложили резолюцию, гласящую: (1) "Объявленные португальскими анклавы в Индии представляют собой угрозу для всеобщего мира и безопасности и стоят на пути единства республики Индия. (2) Просьба к Совету безопасности отклонить обвинение Португалии об агрессии со стороны Индии (3) Обратиться к Португалии о «прекращении враждебных действий и сотрудничества с Индией в ликвидации португальских колониальных владений в Индии». Эту резолюцию поддержал только Советский Союз, остальные семь членов совета её отвергли.
После отклонения афро-азиатской резолюции США, Великобритания, Франция и Турция предложили другую резолюцию:
(1) Призвать к немедленному прекращению враждебных действий; (2) Призвать Индию немедленно отвести свои силы на позиции, которые они занимали до 17 декабря 1961 года; (3) Побудить Индию и Португалию к выработке постоянного решения их проблем мирными средствами в соответствии с приниципами, воплощёнными в Хартии; (4) Обратиться к генеральному секретарю ООН [с просьбой] «обеспечить такое содействие, какое может быть необходимо».
Эта резолюция получила семь голосов «за» (четыре голоса стран, выдвинувших проект а также Чили, Эквадор и Тайвань), четыре голоса «против» (Советский Союз, Либерия, Шри-Ланка и ОАР). СССР наложил вето на резолюцию. После голосования Стивенсон выступил с заявлением о том, что «провал» дебатов по Гоа может означать «первый акт драмы», могущей привести к кончине ООН.

## Капитуляция португальцев
Несмотря на приказы из Лиссабона, генерал-губернатор Мануэль Антонио Вассало и Сильва подвёл итог, учитывая численное превосходство индийских войск, а также недостаточное обеспечение его сил едой и боеприпасами, и принял решение о капитуляции. Позднее он описывал свои приказы разрушить Гоа как «um sacrifício inútil» (бесполезную жертву).
В сообщении всем португальским силам, находившимся под его командованием, он заявил: «Рассмотрев оборону полуострова Мормуган… от вражеского огня с воздуха, моря и земли…, приняв во внимание разницу между силами и ресурсами…, ситуация не позволяла мне продолжать сражаться без великой жертвы обитателей Васко да Гамы… Мой патриотизм позволил мне войти в контакт с врагом… Я приказал всем моим силам прекратить огонь».
Официальная капитуляция португальцев прошла на официальной церемонии 19 декабря в 20.30, когда генерал-губернатор Мануэль Антонио Вассало и Сильва подписал акт о капитуляции, положивший конец 451-летнему португальскому владычеству в Гоа. Всего в индийский плен попали 4668 человек личного состава: военные и гражданский персонал, португальцы, африканцы и индийцы (гоанцы). 3412 человек в Гоа, 853 в Дамане и 403 в Диу.
Ко времени сдачи в Гоа присутствовали португальские нон-комбатанты: жена португальского генерал-губернатора Гоа Вассало ди Сильвы. 29 декабря она была переправлена в Бомбей и оттуда репатриирована в Португалию. Мануэль Вассало, тем не менее, остался вместе с около 3300 португальскими комбатантами как военнопленный в Гоа.
После капитуляции португальского генерал-губернатора Гоа, Даман и Диу были провозглашены федерально управляемой союзной территорией под прямым правлением президента Индии. Военным губернатором был назначен генерал-майор К. П. Кандетх. Военный конфликт продлился два дня и стоил жизни 22 индийцам и 30 португальцам.
Индийские военнослужащие, нёсшие службу на спорных территориях в течение 48 дней или участвовавшие, по крайней мере, в одном боевом вылете в ходе конфликта, были награждены общей медалью «За службу» с планкой «Гоа 1961».

## Португальские действия после конфликта
18 декабря после вторжения индийцев в Гоа по просьбе португальского правительства было созвано чрезвычайное заседание Совета Безопасности ООН с целью рассмотрения индийского вторжения на португальские территории Гоа, Даман и Диу. Представитель США в ООН Эдлай Стивенсон обрушился с критикой на военные действия индийцев. Он представил проект резолюции, призывающей к прекращению огня, отводу всех индийских сил из Гоа и продолжению переговоров. Резолюцию поддержали Франция, Великобритания и Турция, но СССР, долговременный союзник Индии по холодной войне, наложил вето на резолюцию и не дал ей дальнейшего хода.
В выпуске газеты New York Times от 19 декабря 1961 года, отразившей реакцию запада на вторжение в Гоа, было отмечено: «Сегодня Эдлай Стивенсон предупредил Совет безопасности о том, что ООН находится под угрозой гибели как следствие советского вето на западную резолюцию об индийском вторжении в Гоа. Резолюция должна была побудить Индию принять немедленно соглашение о прекращении огня и отозвать силы вторжения из Гоа и двух других португальских эксклавов на побережье Индии. Москва, напротив, объявила вторжение дорогой к свободе и обвинила США в лицемерной критике военных действий Индии. Наблюдатели полагают, что русские пытаются раздуть негодование против НАТО, в котором состоят как Португалия, так и США».
Канадский учёный-политолог А. Р. Бандейра утверждал что жертва Гоа — тщательно продуманный пропагандистский трюк с целью поднять поддержку португальским войнам в Африке.
Получив новости о падении Гоа, португальское правительство официально разорвало все дипломатические отношения с Индией и отказалось признавать включение захваченных территорий в состав Индийской республики. Всем уроженцам Гоа, пожелавшим эмигрировать в Португалию, а не принять власть Индии, было предложено португальское гражданство. Положение было изменено в 2006 году — число было ограничено только рождёнными до 19 декабря 1961 года. Позднее правительство Салазара предложило награду в 10 тыс. долларов США за поимку бригадного генерала Сагата Сингха, командира краповых беретов индийского парашютного полка, который первым вошёл в Панаджи, столицу Гоа.
Португалия погрузилась в траур, празднования рождества прошли очень тихо. В посольстве США изображение рождества на окне первого этажа отдела информации было завешено занавесом. Кинозалы и театры были закрыты, тысячи португальцев в безмолвии прошли от городской ратуши Лиссабона до кафедрального собора, неся мощи св. Франциска Ксаверия.
3 января 1962 года во время речи в национальной ассамблее Салазар сослался на принцип независимости наций как он описан в конституции Нового государства. Он заявил: «Мы не можем вступить в переговоры без отрицания и предательства наших владений, передачи национальной территории и её населения иностранным государствам». Ещё 14 лет Португалия не признавала падение Португальской Индии, и она ещё была представлена в Национальной Ассамблее. Отношения между Индией и Португалией потеплели только в 1974 году после свергнувшего режим преемника Салазара Марселу Каэтану военного переворота и падения авторитарного режима в Лиссабоне. Гоа был окончательно признан частью Индии, были сделаны шаги по восстановлению дипломатических отношений с Индией. В 1992 году президент Португалии Мариу Суареш стал первым португальским главой государства, посетившим Гоа после его аннексии Индией. До этого в 1990 году президент Индии Рамасвами Венкатараман нанёс визит в Португалию.

## Интернирование и репатриация военнопленных
После капитуляции командование индийской армии интернировало португальских солдат на их военных лагерях в Навелине, Агуаде, Понде и Алпакейруше. С пленными обращались сурово, им приходилось спать на цементном полу и заниматься тяжёлым физическим трудом. В январе 1962 года большинство военнопленных было переведено в новый лагерь близ Понды, где условия были в значительной степени лучше.
Португальские некомбатанты, находившиеся в Гоа ко времени капитуляции, в число которых входила жена военного губернатора Гоа Вассалу-и-Силвы, были 29 декабря переправлены в Бомбей, откуда они были репатриированы в Португалию. Губернатор Мануэл Вассалу, тем не менее, остался вместе с 3 тыс. португальских военнопленных в Гоа.
Маршал авиации С. Рагхаведран, встретившийся с несколькими пленными португальскими солдатами, позднее написал в своих мемуарах: «Я никогда в жизни не видел военных, выглядевших настолько жалко. Плохо одетые, без выправки и, конечно, непохожие на солдат».
Лейтенант Франсишку Кабрал Коту (сейчас генерал в отставке) вспоминает о попытке бегства из лагеря нескольких военнопленных 17 января. Попытка провалилась, индийцы пригрозили португальским офицерам, ответственным за военнопленных, военным судом и казнью. Ситуацию разрядил своевременно вмешавшийся военный капеллан-иезуит Феррейра ди Силва. Пресекая бегство, четверо индийских солдат по приказу коменданта 2-го лагеря капитана Наика избили прикладами капитана Карлуша Азареду (позднее дослужившегося до генерала), в то время как он находился под прицелом в отместку за то, что он сказал Наику «проваливать в ад». Азареду избили до потери сознания, причинив ему серьёзные ушибы. Позднее командование индийской армии наказало капитана Наика за нарушение Женевской конвенции.
В ходе заключения в различных лагерях близ Гоа португальских пленных посещали многие гоанцы, по описанию капитана Азареду — «друзья, знакомые или просто неизвестные из Гоа», которые давали пленным сигареты, пирожные, чай, лекарства и деньги. Это стало сюрпризом для индийских военных властей, которые сначала ограничили посещения двумя разами в неделю, а затем стали допускать только представителей Красного креста.
Плен продолжался шесть месяцев «благодаря глупому упрямству Лиссабона» (согласно капитану Карлушу Азареду). Португальское правительство настаивало, что пленные будут репатриированы португальскими самолётами. Это требование было отклонено индийским правительством, настаивавшим, что самолёты будут принадлежать нейтральной стране. Переговоры были приостановлены, когда Салазар отдал приказ арестовать 1200 индийцев в Мозамбике, предположительно, чтобы использовать их для обмена на португальских военнопленных.
В мае 1962 года большинство пленных было репатриировано — сначала на зафрахтованных французских самолётах в Карачи, а оттуда в Лиссабон на трёх кораблях: «Вера Круш», «Патриа» и «Мосамбики». По прибытии к берегу Португалии у реки Тежу возвратившиеся португальские военнослужащие были задержаны военной полицией с угрозами применения оружия, им не было позволено встретиться со своими семьями, которые прибыли, чтобы их встретить. После интенсивных опросов и допросов офицеров обвинили в прямом неподчинении приказам не сдаваться индийцам. 22 марта 1963 года генерал-губернатор, военный командующий, глава его штаба, военный капеллан, шесть майоров, суб-лейтенант и сержант были по приказу совета министров уволены с военной службы за трусость. Четыре капитана, четыре лейтенанта и подполковник были отстранены от службы на шесть месяцев.
Бывший губернатор Мануэл Антониу Вассалу-и-Силва, вернувшись в Португалию, был встречен холодно. Он предстал перед военным судом за невыполнение приказов, был уволен с военной службы и отправлен в ссылку. В Португалию он вернулся только в 1974 году после падения режима, военный статус был ему возвращён. Позднее он нанёс государственный визит в Гоа, где встретил тёплый приём.

## Международная реакция на захват Гоа

### Осуждение
«Потери были минимальными. Я одобряю все войны, если они будут похожи на войну между Индией и Португалией — спокойными и быстрыми!»: Дж. К.Гэлбрейт, бывший американский посол в Индии.

#### США
Официальная реакция США на вторжение в Гоа была озвучена Эдлаем Стивенсоном на заседании совета безопасности ООН, он осудил вооружённые действия индийского правительства и потребовал, чтобы все индийские силы были безоговорочно выведены с территории Гоа.
Чтобы выразить недовольство действиями Индии в Гоа, сенатский комитет по международным отношениям попытался, несмотря на возражения со стороны президента Джона Кеннеди, сократить объём помощи Индии на 25 процентов.
Ссылаясь на восприятие (особенно характерное для стран запада), что Индия ранее учила мир добродетелям отказа от насилия, президент Кеннеди заявил послу Индии в США: «Последние пятнадцать месяцев вы читали нам мораль, а сейчас вы пошли вперёд и поступили, как ни одна нормальная страна не поступает… Люди говорят: проповедника поймали на выходе из борделя».
В статье «India, The Aggressor» (Индия — агрессор) газеты The New York Times от 19 декабря 1961 говорилось: «Вторгнувшись в Гоа, премьер-министр Неру нанёс непоправимый вред доброму имени Индии и принципам международной морали.»
В номере журнала Life от 12 февраля 1962 была опубликована статья «Символическая поза губернатора Гоа» (Symbolic pose by Goa’s Governor), страстно осуждавшая вторжение Индии.

"Первоначальное возмущение мирового [сообщества] переходом пацифистской Индии к военным действиям с целью конкисты перешло в смирившееся презрение. А в Гоа новый губернатор встаёт в символическую позу перед портретами тех, кто в течение 451 года управлял процветающим португальским анклавом. Этот губернатор — К. П. Кандетх, командующий 17-й пехотной дивизией, и как образец современного генерал-майора он не подал никаких признаков того, что увидел гоанцев несчастливыми своим «освобождением». Гоанские девушки отказывались танцевать с индийскими офицерами. Магазины Гоа были обчищены до нитки жадными до роскоши индийскими солдатами, а ограничения импорта, введённые Индией, не позволили осуществить замену [товаров]. Даже в самой Индии слышались голоса сомневающихся. Чакраварти Раджгопалачария, уважаемый лидер партии Сватантра, заявил: «Индия полностью потеряла моральное право поднимать голос против использования военной силы.»
Оригинальный текст (англ.)
The world's initial outrage at pacifist India's resort to military violence for conquest has subsided into resigned disdain. And in Goa, a new Governor strikes a symbolic pose before portraits of men who had administered the prosperous Portuguese enclave for 451 years. He is K. P. Candeth, commanding India's 17th Infantry Division, and as the very model of a modern major general, he betrayed no sign that he is finding Goans less than happy about their "liberation". Goan girls refuse to dance with Indian officers. Goan shops have been stripped bare by luxury-hungry Indian soldiers, and Indian import restrictions prevent replacement. Even in India, doubts are heard. "India", said respected Chakravarti Rajagopalachari, leader of the Swatantra Party, "has totally lost the moral power to raise her voice against the use of military power"
— 

#### Великобритания
Государственный секретарь по отношениям Содружества Дункан Сэндис (Duncan Sandys) 18 декабря 1961 сделал заявление для Палаты общин, что в то время как британское правительство всегда понимало стремление индийского народа к объединению Гоа, Дамана и Диу с Индийской республикой и не одобряет поведение португальского правительства, не последовавшего примеру Британии и Франции, отказавшихся от своих владений в Индии, он вынужден «внести ясность, что правительство Её Величества порицает решение правительства Индии прибегнуть к военной силе для достижения своих политических целей».
Лидер оппозиции в Палате общин Хью Гейтскелл от лейбористской партии также выразил «глубокие сожаления», что Индия перешла к силовому разрешению своего спора с Португалией. Хотя оппозиция признаёт, что существование португальских колоний на Индийском субконтиненте является анахронизмом и что португальцам следовало отказаться от них, следуя примеру Британии и Франции. Постоянный представитель от Британии в ООН сэр Патрик Дин заявил в ООН, что Британия «потрясена и встревожена» вспышкой военных действий.

#### Нидерланды
Представитель министра иностранных дел в Гааге выразил сожаление, что Индия «из всех стран» прибегла к силе, чтобы установить свои границы, и при этом Индия отстаивала принципы Устава ООН и последовательно выступала против применения силы для достижения национальных целей. В голландской прессе высказывались опасения, что индийское нападение на Гоа может вдохновить Индонезию на подобную атаку западной Новой Гвинеи. 27 декабря 1961 посол Голландии в США Херман ван Ройен (Herman Van Roijen) обратился к правительству США с просьбой о военной поддержке в виде приближения Седьмого флота в случае подобного нападения.

#### Бразилия
Бразилия отреагировала, проявив стойкую солидарность с Португалией, отразив ранние заявления бразильских президентов, что их страна твёрдо стоит за Португалию где бы то ни было в мире и что связи между Бразилией и Португалией были построены на связях крови и чувств. Экс-президент Бразилии Жуселину Кубичек, давний друг и сторонник португальского премьер-министра Салазара заявил премьер-министру Индии Неру: «Семьдесят миллионов бразильцев никогда не смогут ни понять, ни принять акт насилия против Гоа». 10 июня 1962 бразильский конгрессмен Жилберту Фрейри (Gilberto Freyre) в своей речи позволил себе прокомментировать вторжение в Гоа, объявив, что «Рана португальцев — боль бразильцев».
Вскоре после завершения конфликта новый бразильский посол в Индии Мариу Гимарайнш (Mario Guimarães) заявил португальскому послу в Греции, что «для португальцев было необходимо понять, что эпоха колониализма закончилась». Гимарайнш отверг довод португальского посла, что португальский колониализм основан на смешанных браках и создании мультирасовых обществ, заявив, что это «недостаточный довод для препятствия независимости».

#### Пакистан
В заявлении, выпущенном 18 декабря, представитель министерства иностранных дел Пакистана описал индийское нападение в Гоа как «неприкрытый милитаризм». В заявлении был сделан упор, что Пакистан выступает за урегулирования споров между странами путём переговоров в рамках ООН и заявляет, что надлежащий курс состоит в «[проведении] плебисцита при поддержке ООН для определения воли народа Гоа о будущем территории». В заявлении было отмечено «Теперь миру известно, что Индия прибегает к двойным стандартам… Для Индии применяются одни принципы а для не-индийцев — другие. Это ещё одна демонстрация факта, что Индия по своей натуре остаётся воинственной и агрессивной, невзирая на ханжеские заявления её лидеров».
«Урок, извлечённый из действий Индии в Гоа, представляет практический интерес для Кашмира. Конечно же, народ Кашмира может черпать вдохновение из заявлений индийцев в листовках, которые они сбрасывали… над Гоа. В листовках содержались заявления, что задачей Индии является „защита чести и безопасности Родины, от которой народ Гоа был столь долго оторван“ и что народ Гоа, в основном, благодаря собственным усилиям снова смог обрести свою цель. Мы надеемся, что индийцы применят ту же логику к Кашмиру. В настоящее время индийцы могут впечатлить своих избирателей достижением военной славы. Маска сорвана. Их многократно провозглашаемые теории ненасилия, секуляризма и демократических методов выставлены на обозрение».
В письме президенту США от 2 января 1962 президент Пакистана генерал Аюб Хан отметил: «Мой дорогой президент. Насильственный захват Гоа индийцами продемонстрировал то, насчёт чего у нас в Пакистане никогда не было иллюзий — что Индия, не колеблясь, нападает, если это в её интересах и если она чувствует, что другая сторона слишком слаба, чтобы сопротивляться».

### Поддержка

#### СССР
Будущий Глава советского государства Леонид Ильич Брежнев, во время вторжения совершавший тур по Индии, произнёс несколько речей в поддержку действий Индии. В прощальном послании он призывал индийцев игнорировать возмущение стран запада, «тех, кто привык душить народы, борющиеся за независимость, …тех, кто обогащается путём колониального грабежа». Советский лидер Никита Хрущёв отправил телеграмму Неру с заявлением, что «все советские люди единодушно поддержали дружественную Индию». До этого СССР наложил вето на резолюцию Совета Безопасности ООН, осуждающую индийское вторжение в Гоа.

#### КНР
В официальном заявлении от 19 декабря китайское правительство подчеркнуло свою «решительную поддержку» борьбе народов Азии, Африки и латинской Америки против «империалистического колониализма». Тем не менее, коммунистическая газета Гонконга (иер. трад. 大公報, кант.-рус.: «Тайкун поу», палл.: «Дайгун бао» (считалось, что она отображает взгляды правительства в Пекине) охарактеризовала нападение на Гоа как «отчаянную попытку господина Неру поддержать свой пошатнувшийся престиж среди народов Азии и Африки». Статья в газете «Тайкун поу», опубликованная до заявления китайского правительства, содержала вывод, что Гоа есть законная часть территории Индии и что у индийского народа есть право применять необходимые меры, чтобы её восстановить. В то же время газета высмеяла господина Неру за смену имиджа «наименее империалистической страны мира» для достижения своей цели и добавила утверждение «внутренние беспорядки, провал антикитайской кампании [господина] Неру и приближающиеся выборы вынудили его предпринять акцию против Гоа, чтобы угодить индийскому народу».

#### Арабские страны
Власти Объединённой Арабской Республики выразили полную поддержку «законным усилиям [Индии] по возвращению оккупированных территорий». Представитель правительства Марокко заявил: «Индия — необычайно терпеливая и не склонная к насилию страна — была вынуждена прибегнуть к насильственным действиям из-за Португалии». Государственный секретарь по иностранным делам Туниса доктор Садок Мокаддем (Sadok Mokaddem) выразил надежду, что «освобождение Гоа приблизит конец португальского колониального режима в Африке». Похожие выражения поддержки Индии приходили и из других арабских государств.

#### Цейлон
Полная поддержка действиям Индии была высказана на Цейлоне, где премьер-министр Сиримаво Бандаранаике выпустила указ от 18 декабря «транспортам, перевозящим войска и экипировку для португальцев в Гоа, не дозволяется использовать морские порты и аэропорты Цейлона». Делегаты от Цейлона вместе с коллегами из Либерии и ЮАР представили в ООН резолюцию по поддержке действий Индии в Гоа.

#### Африканские государства
Перед вторжением пресса рассуждала о международной реакции на военные действия и вспоминала недавние утверждения африканских государств, что Индия «слишком мягкая» для Португалии и тем самым «гасит энтузиазм борцов за свободу в других странах». Многие африканские государства — бывшие колонии европейских государств — с восторгом отреагировали на захват Гоа индийцами. Радио Ганы назвало акцию «освобождением Гоа» и заявило, что народ Ганы «долго ожидает того дня, когда наши угнетённые братья в Анголе и других португальских территориях будут освобождены». Аделино Гвамбе (Adelino Gwambe), лидер Национального демократического союза Мозамбика заявил: «Мы полностью поддерживаем использование силы против португальских мясников».

### Двойственная

#### Святой престол
Архиепископом архидиоцеза Гоа и Дамана и патриархом восточной Индии всегда становился священник, урождённый в Португалии. В то время пост архиепископа занимал Жозе Виейра Алвернаш. В декабре 1961 года за считанные дни до аннексии Гоа индийскими войсками Святой престол назначил португальского священника Жозе Педру да Силву на пост временного епископа в Гоа и предоставил ему полномочия патриарха церкви в Гоа. Да Силва должен был заменить Алвернаша. Да Силва так и остался в Португалии и не принял этой должности. В 1965 он стал епископом диоцеза Визеу в Португалии. После отставки Алвернаш отправился на Азорские острова, но носил титул патриарха до 1975 года, пока Португалия не признала аннексию 1961 года.
Хотя Ватикан не отреагировал официально на аннексию Гоа, назначение государственного главы церкви в Гоа было отложено до Второго ватиканского собора в Риме, на котором монсеньор Франсишку Шавиер да Пиедади Ребелу был посвящён в епископы и апостольского викария в Гоа в 1963 году. В то же время церковь в Гоа была передана под патронаж кардинала Индии, и связи церкви Гоа с церковью в Португалии были разорваны. В 1972 году сеньора Ребелу сменил Рауль Николау Гонсалвес, который в 1978 году стал первым патриархом-индийцем.

## Отображение в культуре
В 1969 вышел фильм Saat Hindustani, посвящённый событиям операции Виджай. В 1970 он выиграл премию Nargis Dutt Award for Best Feature Film on National Integration, а также премию National Integration Award в номинации «автор текста лучшей песни для фильма» для поэта Каифи Азми (Kaifi Azmi). Фильмы Trikal режиссёра Шьяма Бенегала и Pukar также имеют сюжетные линии на фоне событий 1960-х в Гоа.

## Итог
Война длилась два дня. 22 индийских солдата было убито, ещё 51 получили ранения. Потери Португалии: 31 солдат был убит, 57 получили ранения и 3668 солдат попали в плен. Колониальный шлюп «Афонсу ди Албукерки» повреждён и захвачен индийскими войсками.
Португалия признала суверенитет Индии над Гоа только после революции 1974 года. Штат Гоа выделился из состава союзной территории в 1987 году.

## Комментарии
1. ↑  Цифра 1955 г, исключая Дадру и Нагар хавели. Основная часть (547.448) в Гоа (состоявшем из районов старого и нового Гоа, Бардеза, Мормугана и Салсета и побережья Анджедивы, остаток в Дамане (69.005) и Диу (21.138). См. Kay (1970) Salazar and Modern Portugal, New York: Hawthorn, p. 295).